# Гендрінген
Гендрінген (нід. Gendringen) — село в нідерландській провінції Гелдерланд, на кордоні із Німеччиною. Входить до муніципалітету Ауде-Ейсселстрек.
До 2005 року мало статус окремого муніципалітету.

## Галерея

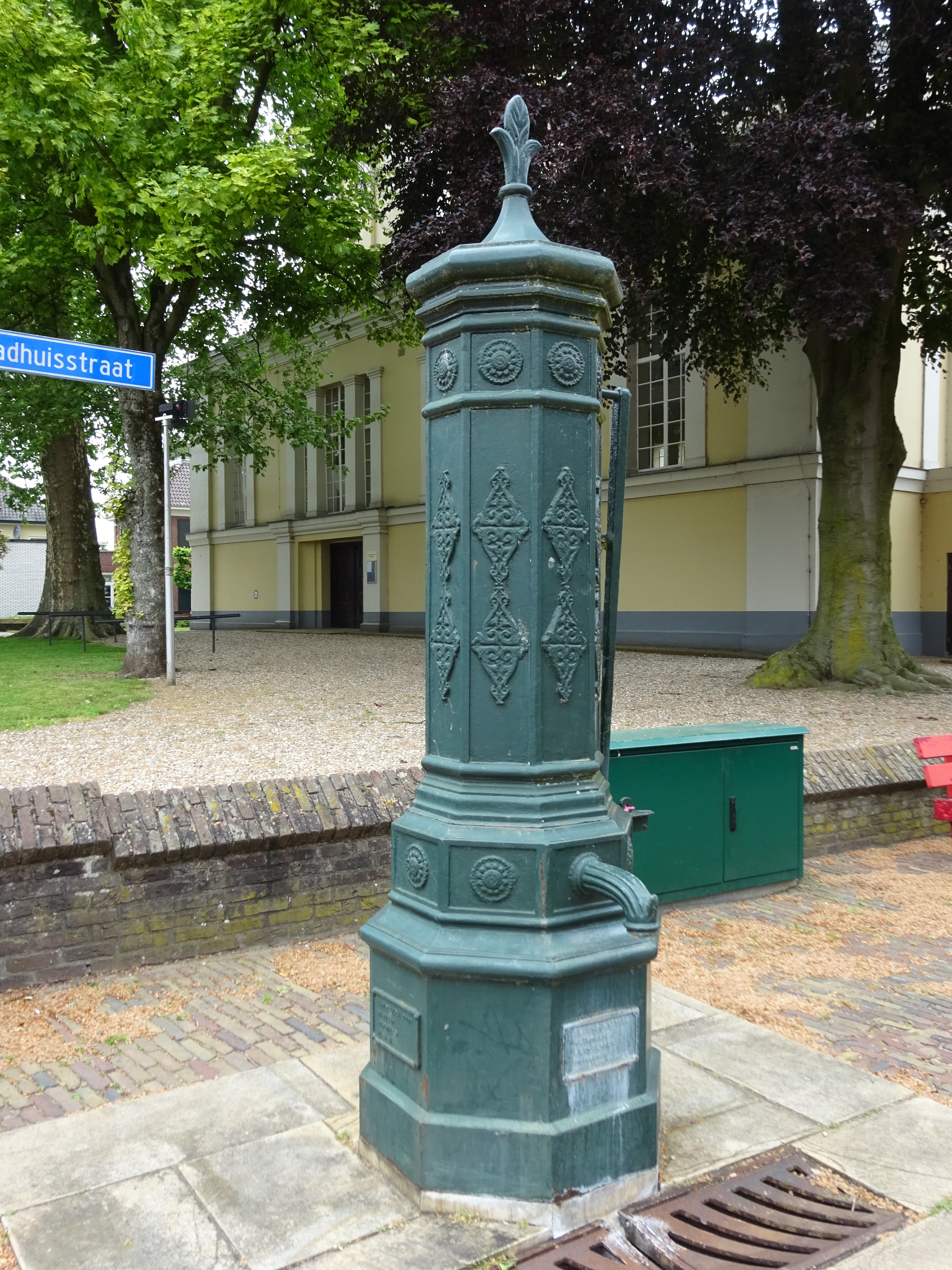
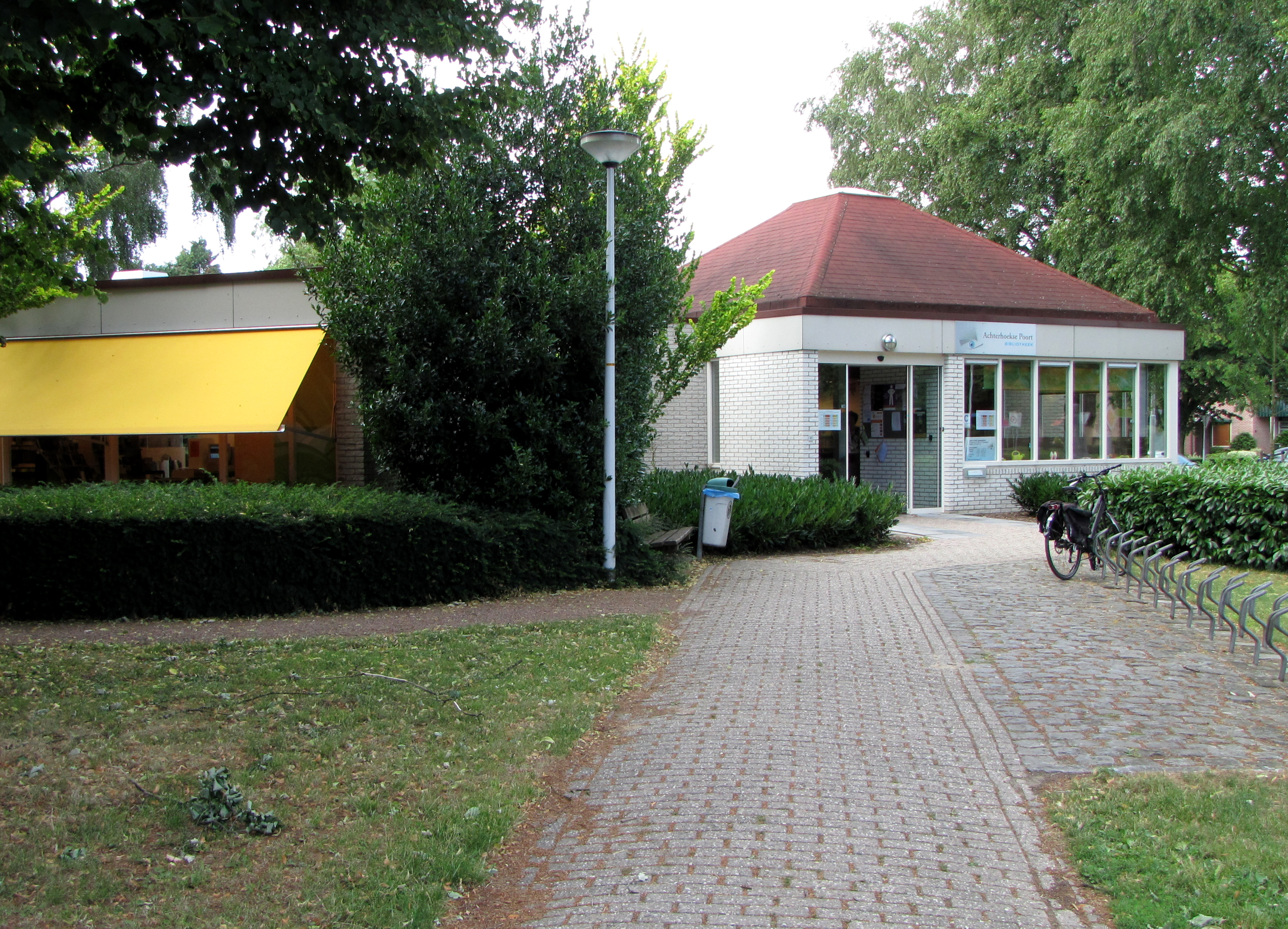
Сільська бібліотека
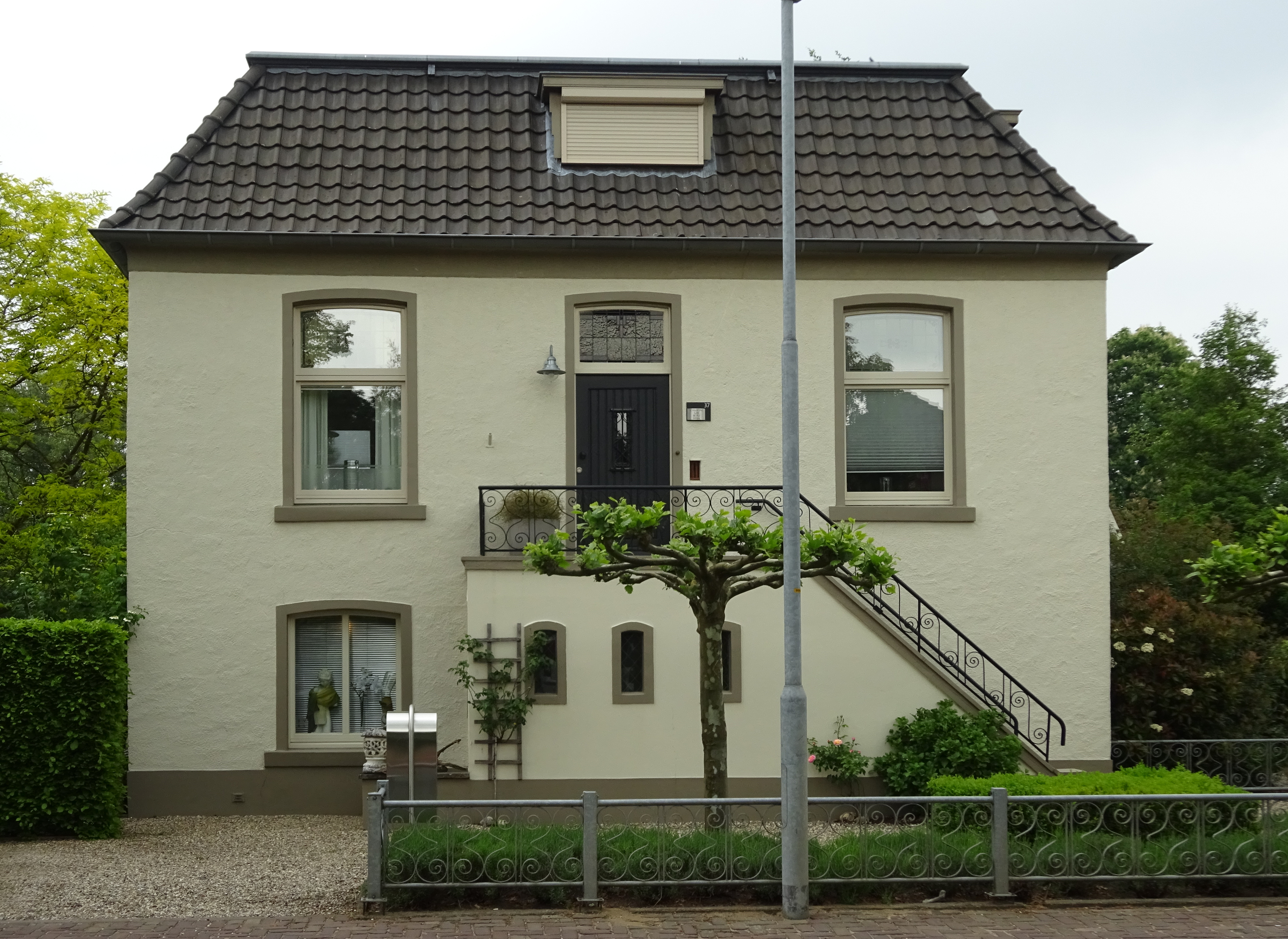
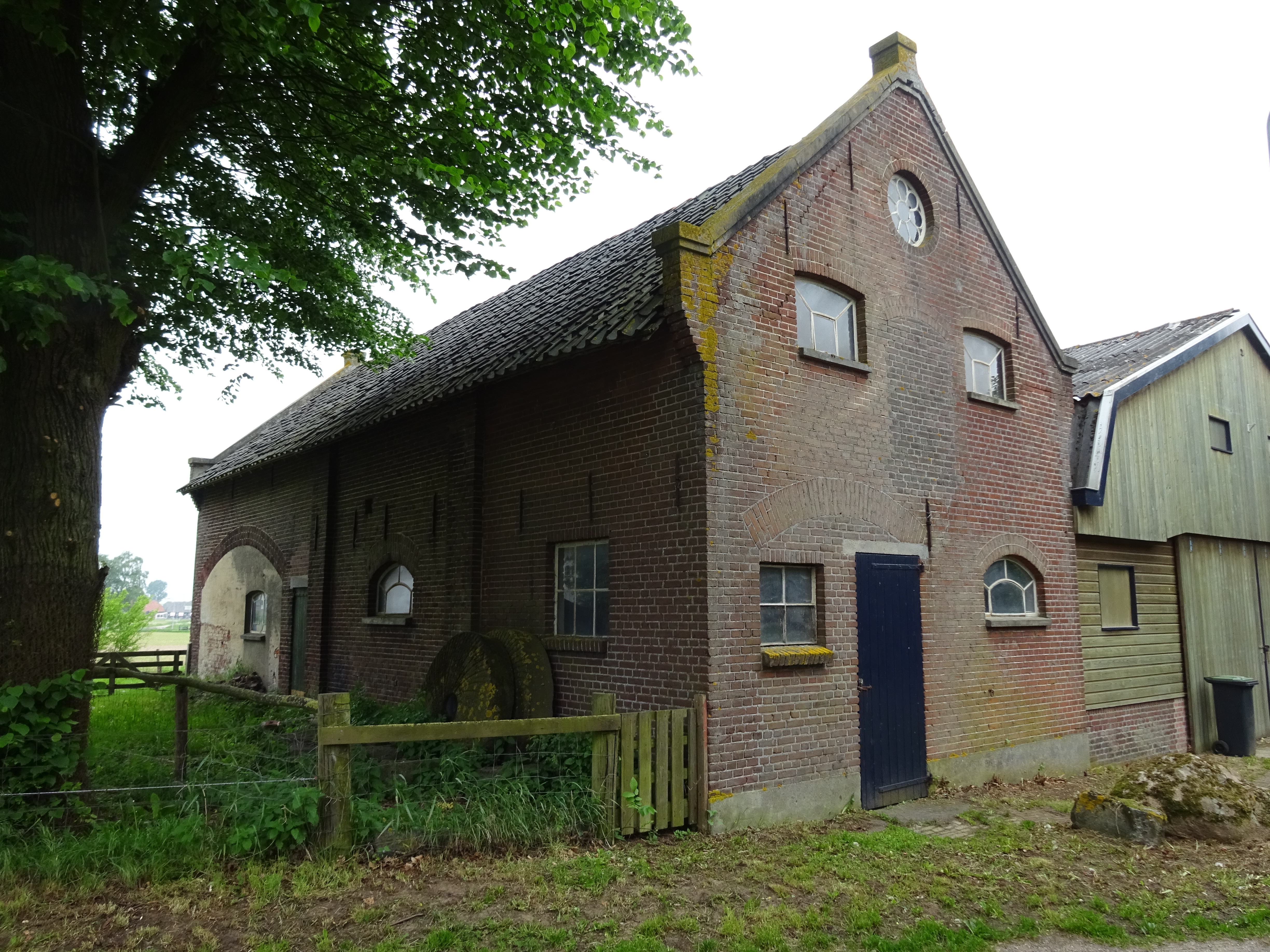